# Hemipenthes exoprosopoides
Hemipenthes exoprosopoides är en tvåvingeart som beskrevs av Paramonov 1928. Hemipenthes exoprosopoides ingår i släktet Hemipenthes och familjen svävflugor. Inga underarter finns listade i Catalogue of Life.